# Expiation par le sang

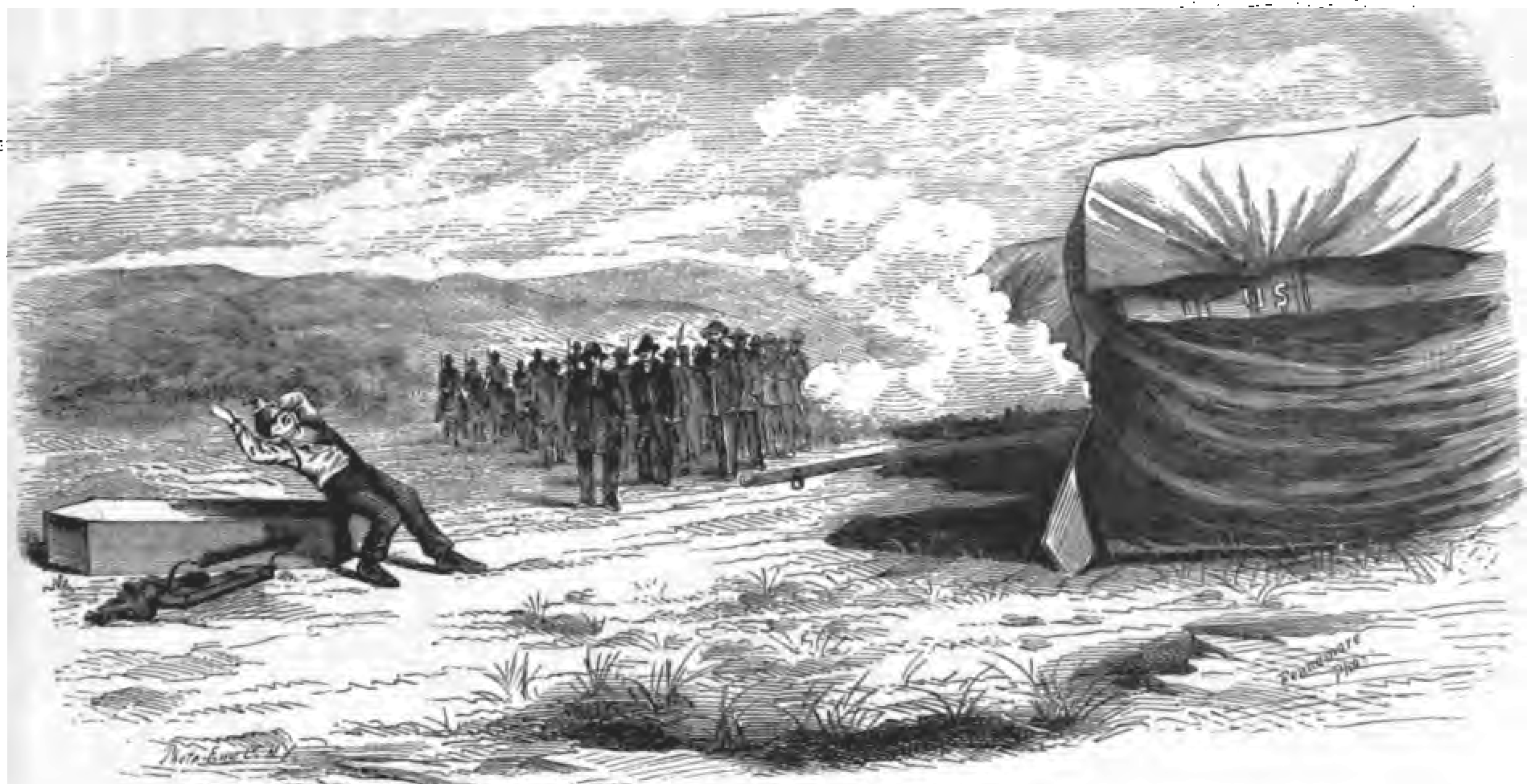
Exécution de John D. Lee

L'expiation par le sang est une ancienne doctrine mormone controversée selon laquelle certains péchés sont trop graves pour que le sacrifice de Jésus-Christ permette leur pardon.

## Historique

### Abandon officiel de la doctrine
En 2010, l'église de Jésus-Christ des saints des derniers jours déclare officiellement que l'expiation par le sang n'est pas une doctrine de l'église.